# Hisingen
Hisingen ist die fünftgrößte Insel Schwedens. Auf ihr liegt ein Teil der westschwedischen Hafenstadt Göteborg.
Die Insel Hisingen ist 199 Quadratkilometer groß. Sie wird nach Osten und Süden durch den Fluss Göta älv, nach Norden durch dessen Seitenarm Nordre älv, nach Westen durch das Kattegat begrenzt. 
Auf Hisingen liegt der Stadtteil Torslanda, wo sich bis 1977 der internationale Flughafen Göteborgs befand, bevor er nach Landvetter verlegt wurde. In Torslanda liegen seit 1964 auch die Fabrikationsanlagen für Volvo-Personenwagen. Außerdem befinden sich im Ortsteil Tuve auf Hisingen das Werk für Volvo-Lastwagen und der Flughafen Göteborg/Säve im Ortsteil Säve.
Im Ortsteil Lundby liegen das Stammhaus von Volvo, in dem 1927 der erste Volvo-Personenwagen produziert wurde, und der Berg Ramberget, der mit seiner Höhe von 87 Metern eine schöne Aussicht auf den Hafen Göteborgs bietet. Auf Hisingen liegen der größte Teil des Göteborger Hafens sowie einige Ölraffineriebetriebe.
Bis in die 1970er-Jahre war die Insel Standort für mehrere große Schiffswerften, von denen die letzte im Jahre 2015 schließen musste. Auf den ehemaligen Industrieflächen entstehen entlang des Flusses Göta älv neue Stadtteile, darunter im Stadtteil Lindholmen ein Technologiezentrum und Hochschulstandort.
Björlanda, eine Siedlung der älteren Fosna-Hensbackakultur (etwa 8.500 v. Chr.), ist Hisingens ältester Wohnplatz. Er befand sich in dem Archipel, der am Ende der letzten Eiszeit existierte. Der Wohnplatz war nicht größer als etwa 150 Quadratmeter. Es wurden Feuersteinabfälle und Werkzeuge gefunden. Darüber hinaus wurden Bohrer, Bruchstücke und Stücke mit Schlagkante von Scheibenäxten und Kerne gefunden. Hier lagerte vermutlich eine Jäger-und-Sammler-Gruppe von 5–10 Personen.
Die Rösen von Skändlaberget sind zwei bronzezeitliche Rösen bei Skändla, auf Hisingen.